# Cytinus hypocistis
Cytinus hypocistis é uma espécie de planta com flor, do género Cytinus, pertencente à família Rafflesiaceae. 
A autoridade científica da espécie é (L.) L., tendo sido publicada em Genera Plantarum, ed. 6 576. 1764.

## Portugal
Trata-se de uma espécie presente no território português, conhecida pelos nomes populares de pútegas ou coalhadas nomeadamente os seguintes táxones infraespecíficos:
- Cytinus hypocistis subsp. hypocistis - presente em Portugal Continental. Em termos de naturalidade é nativa da região atrás referida. Não se encontra protegida por legislação portuguesa ou da Comunidade Europeia.
- Cytinus hypocistis subsp. macranthus - presente em Portugal Continental. Em termos de naturalidade é nativa da região atrás referida. Não se encontra protegida por legislação portuguesa ou da Comunidade Europeia.